# Anse des Delaney
Anse des Delaney – zatoka (ang. cove, fr. anse) w kanadyjskiej prowincji Nowa Szkocja, w hrabstwie Inverness, u zachodnich wybrzeży wyspy Cape Breton; nazwa urzędowo zatwierdzona 5 stycznia 1976.